# Drewniak dwubarwny
Drewniak dwubarwny (Bunocephalus coracoideus) − gatunek słodkowodnej ryby sumokształtnej z rodziny Aspredinidae.

## Występowanie
Żyje w Ameryce Południowej, od Amazonki po La Platę.
Dorosłe osobniki osiągają długość do 10 cm. Żeruje w nocy, za dnia zakopuje się w piasku. Formy dziko żyjące, zaatakowane potrafią zadać bolesne rany za pomocą twardych promieni płetw piersiowych.

## Hodowla w akwarium
Świetnie  nadająca  się ryba do akwarium wielogatunkowego. Nie jest agresywna wobec ryb lecz nie należy umieszczać jej ze zbyt małymi rybami. Drewniak jest ryba nocną toteż należy pamiętać, by karmić ją po zgaszeniu światła w akwarium.